# Microgloma nhanduti
Microgloma nhanduti is een tweekleppigensoort uit de familie van de Yoldiidae. De wetenschappelijke naam van de soort is voor het eerst geldig gepubliceerd in 2011 door Benaim & Absalão.